# Накагава (Нагано)
Накагава (яп. 中川村 Накагава-мура) — село в Японии, находящееся в уезде Камиина префектуры Нагано. Площадь села составляет 77,05 км², население — 4939 человек (1 августа 2014), плотность населения — 64,10 чел./км².

## Географическое положение
Село расположено на острове Хонсю в префектуре Нагано региона Тюбу. С ним граничат город Комагане, посёлки Иидзима, Мацукава и село Осика.

## Население
Население села составляет 4939 человек (1 августа 2014), а плотность — 64,10 чел./км². Изменение численности населения с 1980 по 2005 годы:
| 1980 | 5524 чел. |  |
| 1985 | 5578 чел. |  |
| 1990 | 5518 чел. |  |
| 1995 | 5514 чел. |  |
| 2000 | 5475 чел. |  |
| 2005 | 5263 чел. |  |

## Символика
Деревом села считается Chamaecyparis obtusa, цветком — Orchis graminifolia.